# Charles Lapostolet
Charles Lapostolet, né à Velars-sur-Ouche le 26 septembre 1824, mort à Domène le 24 juillet 1890, est un peintre paysagiste français.

## Biographie
Charles Lapostolet est l'élève de Léon Cogniet.
Il se lie d'amitié avec Eugène Boudin qu'il a rencontré à Honfleur. Peintre de marines, ses compositions s'inspirent de celles des peintres hollandais du XVIIe siècle : un premier plan d'eau, une bande de terre et le ciel, une palette claire, des couleurs d'une grande finesse et un rendu sensible de la lumière.
Il débute au Salon de Paris de 1848 et y expose jusqu'en 1882. Il obtient des médailles en 1870 et 1882.
Il expose à la Royal Academy de Londres en 1872.
Charles Lapostolet se spécialise dans les représentations de ports. Il a surtout peint les bords de la Seine entre Honfleur, Rouen, Étretat et Dieppe. Il a aussi voyagé à Venise et en Hollande.
Certaines de ses œuvres ont été traduites en eaux-fortes par Léonie Valmon.

## Collections publiques
- En vue de Rouen, huile sur toile, 101 × 82 cm, musée des beaux-arts de Dijon
- Villerville, élégantes sur la plage, musée Eugène-Boudin de Honfleur
- Approche de l'orage, musée de Grenoble
- L'avant-port de Dunkerque, musée des beaux-arts de Rouen
- L'avant-port de Dieppe, château de Dieppe
- Vue du quai de L'Isle à Libourne, palais des beaux-arts de Lille
- Le port de Rouen, musée des beaux-arts de Bernay
- Rouen, vue du port, musée de Louviers
- La Tamise à Greenwich, musée d'Auxerre